# Faculté des sciences de l'administration de l'Université Laval
Pour les articles homonymes, voir FSA.
 (août 2024).
La Faculté des sciences de l'administration de l'Université Laval est l'école de commerce de l'Université Laval.
La Faculté des sciences de l'administration est l'une des écoles de commerce canadiennes. Les enseignements se déroulent dans le pavillon Palasis-Prince situé dans l’arrondissement Sainte-Foy–Sillery–Cap-Rouge. Son doyen est Frank Pons. Le nom condensé FSA ULaval est régulièrement utilisé sur les réseaux sociaux et dans les communications. 
Fondée en 1924, la Faculté accueille 5 300 étudiants, dont près de 800 étudiants étrangers. Elle compte environ 125 professeurs et chargés d’enseignement, qui enseignent dans cinq départements et une école.
La Faculté détient les deux agréments internationaux, AACSB International, décerné par The Association to Advance Collegiate Schools of Business (1995), et EQUIS, décerné par l’European Foundation for Management Development (2008). Elle est le premier établissement non anglophone à obtenir l'agrément AACSB International. 
La Faculté offre des programmes d'études en français et en anglais.

## Historique
Fondée en 1924 par les Frères des Écoles chrétiennes, L'École supérieure de commerce de Québec commence ses activités dans des locaux de la rue Cook du Vieux-Québec. Elle ne compte alors que trois étudiants. C'est en 1937 que l'Université Laval promeut au grade de bachelier en sciences commerciales les étudiants ayant terminé leur formation à l'École supérieure de commerce de Québec. La construction d'un nouveau pavillon en 1950 prépare la venue de l'École supérieure de commerce de Québec sur la cité universitaire deux ans plus tard. Celui-ci est nommé en l'honneur du fondateur de l’École supérieure de commerce de Québec, le frère Palasis Prince.
La corporation de l’École supérieure de commerce de Québec cède ces biens à l’Université Laval en 1965. C’est alors qu’elle prend le nom de faculté de l’administration et du commerce. Elle est rebaptisée faculté des sciences de l’administration en 1968.
C’est en 1968 qu’elle crée la maîtrise en administration des affaires (MBA) et le premier programme doctoral en sciences de l’administration au Québec.
En 1996, elle devient le premier établissement francophone à obtenir l'agrément AACSB International (The Association to Advance Collegiate Schools of Business).
Durant cette période, 4 000 étudiants s'entassent dans un pavillon n'en pouvant contenir que de 500 à 600. L'Université Laval autorise alors l'agrandissement du pavillon Palasis-Prince au coût de 24 M$. Les travaux débutent en août 1998 (phase 1) jusqu'au printemps 1999 (phase 2). 
La faculté reçoit l'agrément EQUIS émis par l'European Foundation for Management Development (EFMD) en mars 2008. L'agrément est renouvelé en mars 2017 pour une période de 5 ans.
Le 3 février 2016, la Faculté des sciences de l'administration inaugure le Carré des affaires FSA ULaval-Banque nationale au coût de 9,3 M$.

## Armoiries et devise

### Les armoiries
La Faculté des sciences de l'administration possède des armoiries, un drapeau et un insigne. Ils ont été créés par Maurice Brodeur et François Payeur, en collaboration avec les hérauts de l’Autorité héraldique du Canada.   

### La devise
La devise de la Faculté est Scientia animoque praeesse, qui signifie « Exceller par le savoir et par le caractère ».      

## Diplômés notables
- Alain Côté, président du conseil d’administration de CPA Canada, membre du comité exécutif de Deloitte Canada[15]
- Charles Sirois, milliardaire québécois[16], président du conseil de Telesystem
- Claude Castonguay, surnommé le « père de l'assurance maladie » et du Code des professions québécois[17]
- Claude Cossette et Claude Lessard, fondateurs de Groupe Cossette Communication[17]
- Guylaine Leclerc, vérificatrice générale du Québec[18]
- Jacques Daoust, président et chef de la direction d'Investissement Québec de 2006 à 2013, ancien ministre québécois de l'Économie[19]
- Jean Bazin, président du conseil d'administration d'Investissement Québec (2011-2014), ancien sénateur et conseiller de la reine[20]
- Jean Turmel, fondateur de Perseus Capital Inc., président du conseil du RREO, ancien président de la Banque des marchés financiers, placements et trésorerie à la Banque nationale du Canada[21]
- Jennie Carignan, chef d’état-major des opérations de l’armée canadienne, femme la plus haut gradée des Forces canadiennes au sein des armes de combat[22]
- Lawrence Cannon, ambassadeur du Canada en France, ancien ministre fédéral des Affaires étrangères[23]
- Pierre H. Lessard, président sortant du conseil de Metro[24], membre du Panthéon des personnalités canadiennes des Affaires
- Réal Desrochers, directeur des investissements, CalPERS[25], plus important fonds de pension public américain[26]
- Réal Raymond, ancien chef de la Banque nationale du Canada[27], président du Conseil d’administration, Metro
- Robert Després, président fondateur de la Régie de l'assurance maladie du Québec, président de l’Université du Québec[28]
- Vincent Thériault, homme d'affaires, il est initialement président et cofondateur de Surmesur en plus de ses implications sur plusieurs conseils d'administration dont la Fondation de L'Université Laval[29]. Durant la Pandémie de Covid-19, Terio International, la compagnie qu'il a cofondé avec son frère François, a joué un rôle crucial dans l'approvisionnement d'équipements médicaux pour le Gouvernement du Québec[30],[31].